# Allium campanulatum
Allium campanulatum är en amaryllisväxtart som beskrevs av Sereno Watson. Allium campanulatum ingår i släktet lökar, och familjen amaryllisväxter. Inga underarter finns listade i Catalogue of Life.

## Bildgalleri

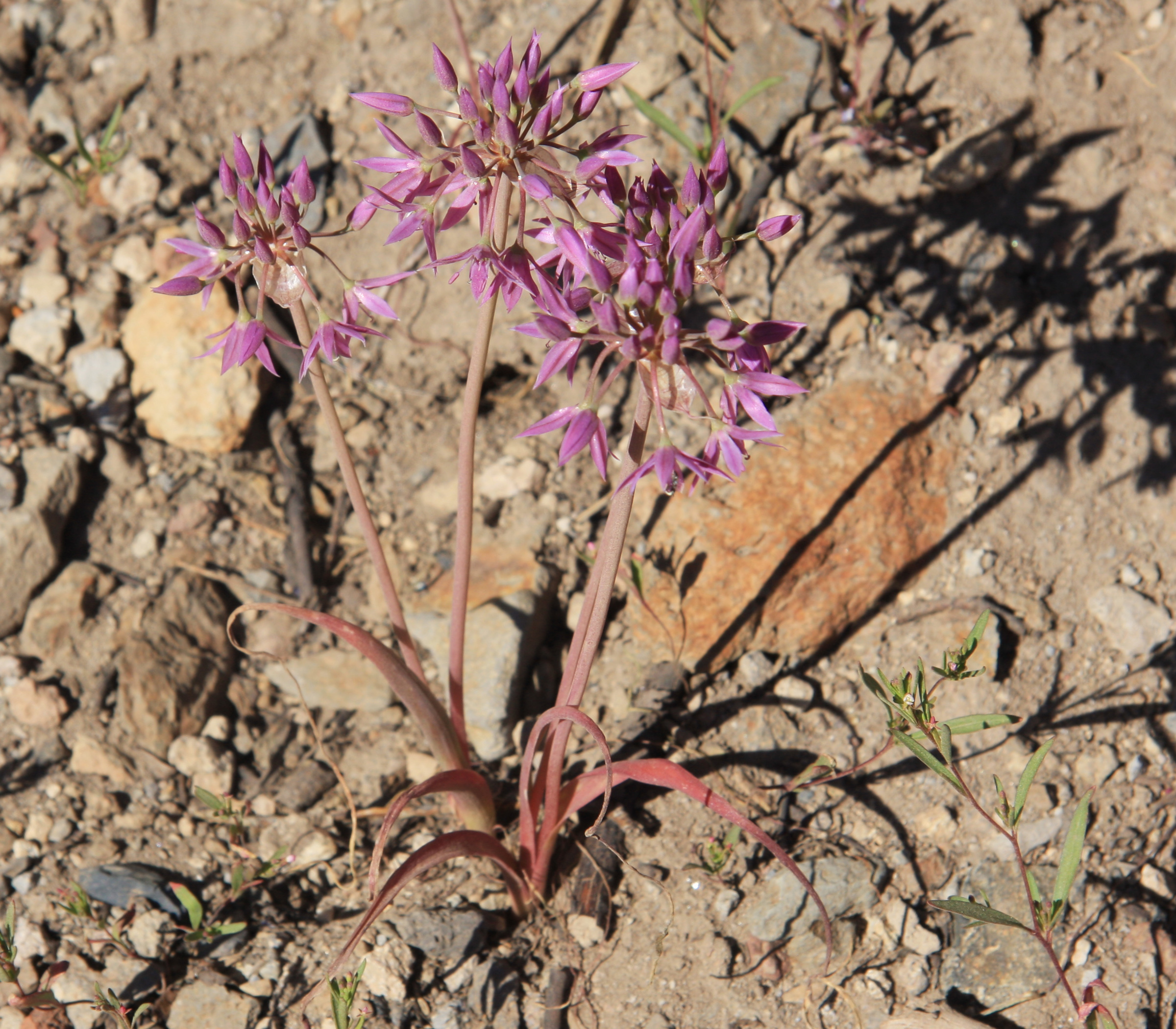
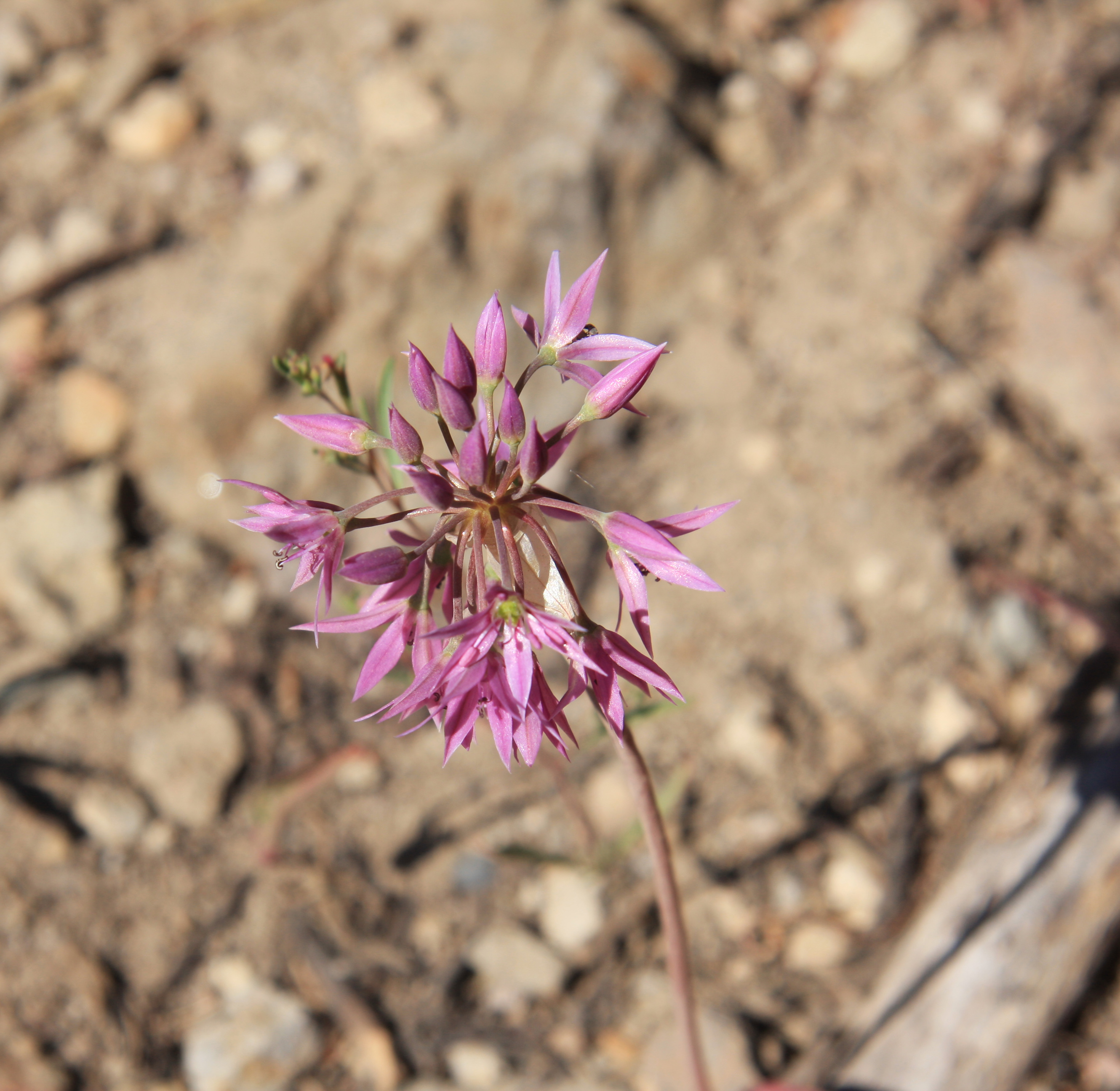